# Đường lên đỉnh Olympia năm thứ 14
Đường lên đỉnh Olympia năm thứ 14, thường được gọi tắt là Olympia 14 hay O14 là năm thứ 14 của cuộc thi Đường lên đỉnh Olympia dành cho học sinh trung học phổ thông do Đài Truyền hình Việt Nam tổ chức. Cuộc thi năm thứ 14 được phát sóng trên kênh VTV3 từ ngày 4 tháng 8 năm 2013 và kết thúc với trận chung kết được truyền hình trực tiếp vào ngày 3 tháng 8 năm 2014.
Nhà vô địch của năm thứ 14 là Nguyễn Trọng Nhân đến từ Trường Trung học phổ thông chuyên Tiền Giang, tỉnh Tiền Giang.

## Luật chơi

### Khởi động
Trong vòng 1 phút, mỗi thí sinh khởi động với tối đa 12 câu hỏi thuộc các lĩnh vực: Toán, Lý, Hóa, Sinh, Văn, Sử, Địa, Thể thao, Nghệ thuật, Lĩnh vực khác, Tiếng Anh. Mỗi câu trả lời đúng được 10 điểm, trả lời sai không bị trừ điểm.

### Vượt chướng ngại vật
Có 4 từ hàng ngang, cũng là 4 gợi ý liên quan đến một chướng ngại vật mà các thí sinh phải đi tìm. Có 1 bức tranh (là một gợi ý quan trọng liên quan đến chướng ngại vật) được chia làm 5 phần: 4 góc tương đương với 4 từ hàng ngang và một ô trung tâm. Ô trung tâm cũng là một câu hỏi, mở được ô này sẽ mở được phần quan trọng nhất của bức tranh.
Mỗi thí sinh có 1 lượt lựa chọn trả lời một trong các từ hàng ngang này. Cả bốn thí sinh cùng trả lời câu hỏi bằng máy tính trong thời gian 15 giây. Trả lời đúng mỗi từ hàng ngang, thí sinh được 10 điểm. Ngoài việc mở được từ hàng ngang nếu trả lời đúng, một góc của hình ảnh được đánh số tương ứng với từ hàng ngang cũng được mở ra.
Thí sinh có thể bấm chuông trả lời chướng ngại vật bất cứ lúc nào. Trả lời đúng chướng ngại vật trong từ hàng ngang đầu tiên được 80 điểm, trong từ hàng ngang thứ 2 được 60 điểm, trong từ hàng ngang thứ 3 được 40 điểm, trong từ hàng ngang thứ 4 được 20 điểm.
Sau 4 từ hàng ngang, câu hỏi thứ 5 sẽ hiện ra ở phần trung tâm của bức tranh. Đáp án của câu hỏi này là gợi ý cuối cùng của chương trình. Trả lời đúng câu hỏi thứ 5 này, thí sinh được 10 điểm. Nếu trả lời đúng chướng ngại vật sau câu hỏi thứ 5, thí sinh được 10 điểm. Nếu trả lời sai chướng ngại vật, thí sinh sẽ bị loại khỏi phần chơi này.

### Tăng tốc
Có 4 câu hỏi, mỗi câu các thí sinh có 30 giây để trả lời bằng máy tính. Thí sinh trả lời đúng và nhanh nhất được 40 điểm, đúng và nhanh thứ 2 được 30 điểm, đúng và nhanh thứ 3 được 20 điểm, đúng và nhanh thứ 4 được 10 điểm.
3 loại câu hỏi được sử dụng trong phần thi này:
- 1 câu hỏi IQ (câu số 1): Các dạng câu hỏi ở dạng này rất rộng, bao gồm tìm số khác trong dãy số, tìm hình khác nhất so với các hình đã cho, tìm quy luật để điền hình đúng, giải mật mã,...
- 1 câu hỏi sắp xếp hình ảnh (câu số 3): Một bức ảnh được chia ra làm 6 phần đánh số từ 1 tới 6. Thí sinh phải sắp xếp các bức hình đã được cắt nhỏ theo thứ tự từ trái sang phải và từ trên xuống dưới. Đây là năm đầu tiên dạng câu hỏi sắp xếp được đưa vào chương trình.
- 2 câu hỏi dữ kiện (câu số 2 và 4): Các bức ảnh, dữ kiện được đưa ra theo thứ tự ngày càng chi tiết. Bằng các gợi ý này, thí sinh phải trả lời các câu hỏi như: "Đây là ai", "Đây là địa danh nào", "Đây là loài vật nào",...

### Về đích
Có 3 gói câu hỏi với các mức 40, 60, 80 điểm để thí sinh lựa chọn. Trong đó gói 40 điểm gồm 4 câu hỏi 10 điểm, gói 60 điểm gồm 2 câu hỏi 10 điểm và 2 câu hỏi 20 điểm; gói 80 điểm gồm 1 câu hỏi 10 điểm, 2 câu hỏi 20 điểm và 1 câu hỏi 30 điểm. Thời gian suy nghĩ và trả lời của câu 10 điểm là 10 giây, câu 20 điểm là 15 giây, câu 30 điểm là 20 giây.
Thí sinh đang trả lời gói câu hỏi của mình phải đưa ra câu trả lời trong thời gian quy định của chương trình. Nếu không trả lời được câu hỏi thì các thí sinh còn lại có 5 giây để bấm chuông giành quyền trả lời. Trả lời đúng được cộng thêm số điểm của câu hỏi từ thí sinh đang thi, trả lời sai sẽ bị trừ nửa số điểm của câu hỏi.
Thí sinh có quyền được đặt ngôi sao hy vọng một lần trước bất kỳ câu hỏi nào. Trả lời đúng được gấp đôi số điểm, trả lời sai bị trừ đi đúng số điểm của câu hỏi đặt ngôi sao hy vọng.

## Các số phát sóng
| Chung kết năm | Chung kết năm     | Tổng kết | Tổng kết                                                       |
| ------------- | ----------------- | -------- | -------------------------------------------------------------- |
| Quý 1         | Nguyễn Ngọc Anh   | Vô địch  | Nguyễn Trọng Nhân THPT Chuyên Tiền Giang, Tiền Giang           |
| Quý 2         | Vũ Tiến Đạt       | Vô địch  | Nguyễn Trọng Nhân THPT Chuyên Tiền Giang, Tiền Giang           |
| Quý 3         | Nguyễn Hoàng Bách | Kỷ lục   | Võ Ngọc Thịnh - 340 điểm THPT Chuyên Trần Hưng Đạo, Bình Thuận |
| Quý 4         | Nguyễn Trọng Nhân | Kỷ lục   | Võ Ngọc Thịnh - 340 điểm THPT Chuyên Trần Hưng Đạo, Bình Thuận |

| Màu sắc sử dụng trong các bảng kết quả                  |
| ------------------------------------------------------- |
| Thí sinh đạt giải nhất và trực tiếp lọt vào vòng trong  |
| Thí sinh lọt vào vòng trong nhờ có số điểm nhì cao nhất |
| Thí sinh Vô địch cuộc thi Chung kết Năm                 |

- Lưu ý: Điểm thi của các thí sinh là điểm của riêng phần thi đó.

### Quý 1

#### Tuần 1 - Tháng 1 - Quý 1
Phát sóng: 13 giờ ngày 4 tháng 8 năm 2013
| Họ và tên thí sinh | Trường                                      | Khởi động | VCNV | Tăng tốc | Về đích | Tổng điểm |
| ------------------ | ------------------------------------------- | --------- | ---- | -------- | ------- | --------- |
| Trần Bảo Trân      | THPT Chuyên Trần Đại Nghĩa, TP. Hồ Chí Minh | 60        | 10   | 70       | 5       | 145       |
| Nguyễn Văn Tài     | THPT Cao Thắng, Hà Tĩnh                     | 60        | 90   | 50       | 15      | 215       |
| Tô Thanh Hương     | THPT Lý Thường Kiệt, Hải Phòng              | 40        | 10   | 110      | 50      | 210       |
| Nguyễn Anh Tuấn    | THPT Nguyễn Gia Thiều, Hà Nội               | 40        | 10   | 80       | -15     | 115       |

#### Tuần 2 - Tháng 1 - Quý 1
Phát sóng: 13 giờ ngày 11 tháng 8 năm 2013
| Họ và tên thí sinh     | Trường                               | Khởi động | VCNV | Tăng tốc | Về đích | Tổng điểm |
| ---------------------- | ------------------------------------ | --------- | ---- | -------- | ------- | --------- |
| Nguyễn Ngọc Chương     | THPT Ngô Gia Tự, Khánh Hoà           | 20        | 10   | 50       | 20      | 100       |
| Nguyễn Thị Huyền Trang | THPT Yên Lạc 2, Vĩnh Phúc            | 50        | 20   | 80       | -10     | 140       |
| Nguyễn Thị Hồng An     | THPT Chương Mỹ A, Hà Nội             | 60        | 60   | 100      | 50      | 270       |
| Tống Hoàng Hải         | THPT Chuyên Thái Nguyên, Thái Nguyên | 70        | 20   | 60       | -10     | 140       |

#### Tuần 3 - Tháng 1 - Quý 1
Phát sóng: 13 giờ ngày 18 tháng 8 năm 2013
| Họ và tên thí sinh | Trường                             | Khởi động | VCNV | Tăng tốc | Về đích | Tổng điểm |
| ------------------ | ---------------------------------- | --------- | ---- | -------- | ------- | --------- |
| Lê Thanh Hoà       | THPT Chuyên Long An, Long An       | 40        | 10   | 60       | 0       | 110       |
| Hà Thị Hương Thảo  | THPT Tây Tiền Hải, Thái Bình       | 50        | 0    | 40       | 10      | 100       |
| Ngô Thị Bích Trâm  | THPT Thừa Lưu, TP. Huế             | 50        | 0    | 50       | -5      | 95        |
| Đào Việt Phương    | THPT Cao Bá Quát - Gia Lâm, Hà Nội | 50        | 80   | 80       | 5       | 215       |

#### Tháng 1 - Quý 1
Phát sóng: 13 giờ ngày 25 tháng 8 năm 2013
| Họ và tên thí sinh | Trường                             | Khởi động | VCNV | Tăng tốc | Về đích | Tổng điểm |
| ------------------ | ---------------------------------- | --------- | ---- | -------- | ------- | --------- |
| Nguyễn Văn Tài     | THPT Cao Thắng, Hà Tĩnh            | 40        | 10   | 110      | 40      | 200       |
| Tô Thanh Hương     | THPT Lý Thường Kiệt, Hải Phòng     | 30        | 30   | 90       | 70      | 220       |
| Nguyễn Thị Hồng An | THPT Chương Mỹ A, Hà Nội           | 30        | 10   | 60       | -40     | 60        |
| Đào Việt Phương    | THPT Cao Bá Quát - Gia Lâm, Hà Nội | 30        | 20   | 70       | -20     | 100       |

#### Tuần 1 - Tháng 2 - Quý 1
Phát sóng: 13 giờ ngày 1 tháng 9 năm 2013
| Họ và tên thí sinh | Trường                          | Khởi động | VCNV | Tăng tốc | Về đích | Tổng điểm |
| ------------------ | ------------------------------- | --------- | ---- | -------- | ------- | --------- |
| Nguyễn Thị Hoàng   | THPT Nguyễn Thái Học, Gia Lai   | 40        | 10   | 30       | -40     | 40        |
| Nguyễn Ngọc Anh    | THPT Cầu Xe, Hải Dương          | 80        | 0    | 30       | 110     | 220       |
| Khổng Mỹ Linh      | THPT Chuyên Hùng Vương, Phú Thọ | 20        | 90   | 80       | 20      | 210       |
| Trần Thế Hồng Anh  | THPT Kim Liên, Hà Nội           | 50        | 10   | 110      | 10      | 180       |

#### Tuần 2 - Tháng 2 - Quý 1
Phát sóng: 13 giờ ngày 8 tháng 9 năm 2013
| Họ và tên thí sinh | Trường                                                         | Khởi động | VCNV | Tăng tốc | Về đích | Tổng điểm |
| ------------------ | -------------------------------------------------------------- | --------- | ---- | -------- | ------- | --------- |
| Kim Mạnh Cường     | THPT Mỹ Đức B, Hà Nội                                          | 60        | 10   | 80       | 0       | 150       |
| Đặng Đình Nguyên   | THPT Chuyên Hoàng Lê Kha, Tây Ninh                             | 60        | 10   | 40       | -35     | 75        |
| Phạm Vũ Ngọc Anh   | THPT Phả Lại, Hải Dương                                        | 20        | 80   | 60       | 0       | 160       |
| Võ Phạm Kim Thành  | TH Thực hành, Đại học Sư phạm TP. Hồ Chí Minh, TP. Hồ Chí Minh | 30        | 10   | 30       | -40     | 30        |

#### Tuần 3 - Tháng 2  - Quý 1
Phát sóng: 13 giờ ngày 15 tháng 9 năm 2013
| Họ và tên thí sinh     | Trường                               | Khởi động | VCNV | Tăng tốc | Về đích | Tổng điểm |
| ---------------------- | ------------------------------------ | --------- | ---- | -------- | ------- | --------- |
| Nguyễn Phạm Thanh Thảo | THPT Chuyên Lương Thế Vinh, Đồng Nai | 80        | 20   | 120      | 30      | 250       |
| Nguyễn Tiến Đạt        | THPT Hoàng Hoa Thám, Quảng Ninh      | 90        | 40   | 100      | 0       | 230       |
| Phùng Quang Huy        | THPT Yên Thế, Bắc Giang              | 30        | 0    | 0        | 5       | 35        |
| Vũ Tây Nguyên          | THPT Lý Thái Tổ, Hà Nội              | 40        | 0    | 20       | -30     | 30        |

#### Tháng 2 - Quý 1
Phát sóng: 13 giờ ngày 22 tháng 9 năm 2013
| Họ và tên thí sinh     | Trường                               | Khởi động | VCNV | Tăng tốc | Về đích | Tổng điểm |
| ---------------------- | ------------------------------------ | --------- | ---- | -------- | ------- | --------- |
| Nguyễn Ngọc Anh        | THPT Cầu Xe, Hải Dương               | 80        | 10   | 20       | 65      | 175       |
| Nguyễn Tiến Đạt        | THPT Hoàng Hoa Thám, Quảng Ninh      | 80        | 0    | 80       | 5       | 165       |
| Phạm Vũ Ngọc Anh       | THPT Phả Lại, Hải Dương              | 20        | 20   | 100      | -10     | 130       |
| Nguyễn Phạm Thanh Thảo | THPT Chuyên Lương Thế Vinh, Đồng Nai | 50        | 20   | 70       | -30     | 110       |

#### Tuần 1 - Tháng 3 - Quý 1
Phát sóng: 13 giờ ngày 29 tháng 9 năm 2013
| Họ và tên thí sinh | Trường                           | Khởi động | VCNV | Tăng tốc | Về đích | Tổng điểm |
| ------------------ | -------------------------------- | --------- | ---- | -------- | ------- | --------- |
| Nguyễn Thục Nữ     | THPT Huỳnh Thúc Kháng, Quảng Nam | 60        | 0    | 150      | 15      | 225       |
| Đặng Thị Thu Sang  | THPT Chu Văn An, Đắk Nông        | 40        | 10   | 20       | 0       | 70        |
| Lê Thế Việt Hoàng  | THPT Chuyên Lam Sơn, Thanh Hoá   | 70        | 90   | 100      | 70      | 330       |
| Đàm Thanh Tùng     | THPT Việt Đức, Hà Nội            | 10        | 0    | 30       | -10     | 30        |

#### Tuần 2 - Tháng 3 - Quý 1
Phát sóng: 13 giờ ngày 6 tháng 10 năm 2013
| Họ và tên thí sinh | Trường                                    | Khởi động | VCNV | Tăng tốc | Về đích | Tổng điểm |
| ------------------ | ----------------------------------------- | --------- | ---- | -------- | ------- | --------- |
| Đoàn Đức Khôi      | THPT Chuyên Lê Quý Đôn, Bà Rịa - Vũng Tàu | 50        | 10   | 160      | 20      | 240       |
| Hà Văn Linh        | THPT Kim Anh, Hà Nội                      | 60        | 20   | 0        | -55     | 25        |
| Nguyễn Thị Mai     | THPT Chuyên Vĩnh Phúc, Vĩnh Phúc          | 80        | 40   | 0        | 80      | 200       |
| Vũ Thu Hằng        | THPT Nguyễn Du, Thái Bình                 | 70        | 20   | 0        | 0       | 90        |

#### Tuần 3 - Tháng 3 - Quý 1
Phát sóng: 12 giờ 57 phút ngày 13 tháng 10 năm 2013
| Họ và tên thí sinh | Trường                          | Khởi động | VCNV | Tăng tốc | Về đích | Tổng điểm |
| ------------------ | ------------------------------- | --------- | ---- | -------- | ------- | --------- |
| Ninh Đức Minh      | THPT Hàm Yên, Tuyên Quang       | 40        | 10   | 90       | -15     | 125       |
| Lư Chí Khang       | THPT Nguyễn Việt Hồng, Cần Thơ  | 20        | 10   | 50       | -20     | 60        |
| Nguyễn Huỳnh Đức   | THPT Chuyên Lê Quý Đôn, Đà Nẵng | 80        | 50   | 150      | 15      | 295       |
| Đỗ Tiến Giang      | THPT Phùng Khắc Khoan, Hà Nội   | 30        | 0    | 20       | -5      | 45        |

#### Tháng 3 - Quý 1
Phát sóng: 13 giờ 41 phút ngày 20 tháng 10 năm 2013
| Họ và tên thí sinh | Trường                                    | Khởi động | VCNV | Tăng tốc | Về đích | Tổng điểm |
| ------------------ | ----------------------------------------- | --------- | ---- | -------- | ------- | --------- |
| Nguyễn Thục Nữ     | THPT Huỳnh Thúc Kháng, Quảng Nam          | 60        | 10   | 70       | 15      | 155       |
| Nguyễn Huỳnh Đức   | THPT Chuyên Lê Quý Đôn, Đà Nẵng           | 50        | 10   | 60       | -45     | 75        |
| Lê Thế Việt Hoàng  | THPT Chuyên Lam Sơn, Thanh Hoá            | 90        | 10   | 80       | 40      | 220       |
| Đoàn Đức Khôi      | THPT Chuyên Lê Quý Đôn, Bà Rịa - Vũng Tàu | 40        | 80   | 140      | 20      | 280       |

#### Quý 1
Phát sóng: 13 giờ ngày 27 tháng 10 năm 2013
| Họ và tên thí sinh | Trường                                    | Khởi động | VCNV | Tăng tốc | Về đích | Tổng điểm |
| ------------------ | ----------------------------------------- | --------- | ---- | -------- | ------- | --------- |
| Tô Thanh Hương     | THPT Lý Thường Kiệt, Hải Phòng            | 40        | 80   | 30       | -30     | 120       |
| Đoàn Đức Khôi      | THPT Chuyên Lê Quý Đôn, Bà Rịa - Vũng Tàu | 10        | 0    | 120      | 10      | 140       |
| Nguyễn Ngọc Anh    | THPT Cầu Xe, Hải Dương                    | 80        | 10   | 80       | 20      | 190       |
| Lê Thế Việt Hoàng  | THPT Chuyên Lam Sơn, Thanh Hoá            | 50        | 10   | 50       | 70      | 180       |

### Quý 2

#### Tuần 1 - Tháng 1 - Quý 2
Phát sóng: 13 giờ ngày 3 tháng 11 năm 2013
| Họ và tên thí sinh | Trường                             | Khởi động | VCNV | Tăng tốc | Về đích | Tổng điểm |
| ------------------ | ---------------------------------- | --------- | ---- | -------- | ------- | --------- |
| Trần Thái Bảo Vy   | THPT số 1 An Nhơn, Bình Định       | 50        | 10   | 60       | 115     | 235       |
| Phạm Công Định     | THPT Nho Quan C, Ninh Bình         | 40        | 10   | 60       | -40     | 70        |
| Nguyễn Thị Kim Anh | THPT Cổ Loa, Hà Nội                | 70        | 10   | 40       | -20     | 100       |
| Phan Đỗ Trọng      | THPT Chuyên Lê Quý Đôn, Ninh Thuận | 100       | 70   | 100      | 30      | 300       |

#### Tuần 2 - Tháng 1 - Quý 2
Phát sóng: 13 giờ ngày 10 tháng 11 năm 2013
| Họ và tên thí sinh | Trường                           | Khởi động | VCNV | Tăng tốc | Về đích | Tổng điểm |
| ------------------ | -------------------------------- | --------- | ---- | -------- | ------- | --------- |
| Đào Mạnh Sơn       | THPT Kiến An, Hải Phòng          | 50        | 90   | 90       | 70      | 300       |
| Lê Văn Sơn         | THPT Chuyên Chu Văn An, Lạng Sơn | 100       | 10   | 110      | 15      | 235       |
| Lê Cẩm Hoàng Tuấn  | THPT Trần Văn Kiết, Bến Tre      | 50        | 10   | 60       | -20     | 100       |
| Lương Minh Nhật    | THPT Triệu Phong, Quảng Trị      | 60        | 10   | 80       | 20      | 170       |

#### Tuần 3 - Tháng 1 - Quý 2
Phát sóng: 13 giờ ngày 17 tháng 11 năm 2013
| Họ và tên thí sinh   | Trường                                     | Khởi động | VCNV | Tăng tốc | Về đích | Tổng điểm |
| -------------------- | ------------------------------------------ | --------- | ---- | -------- | ------- | --------- |
| Nguyễn Thị Thanh Nga | THPT Hoà Bình, Bà Rịa - Vũng Tàu           | 10        | 0    | 60       | 0       | 70        |
| Trần Mai Khánh Linh  | THPT Lạng Giang số 1, Bắc Giang            | 60        | 70   | 20       | 60      | 210       |
| Đỗ Minh Ngọc         | THPT Chuyên Đại học Sư phạm Hà Nội, Hà Nội | 50        | 20   | 70       | 70      | 210       |
| Huỳnh Thanh Nhân     | THPT Võ Trường Toản, TP. Hồ Chí Minh       | 40        | 20   | 70       | 50      | 180       |

#### Tháng 1 - Quý 2
Phát sóng: 13 giờ ngày 24 tháng 11 năm 2013
| Họ và tên thí sinh  | Trường                             | Khởi động | VCNV | Tăng tốc | Về đích | Tổng điểm |
| ------------------- | ---------------------------------- | --------- | ---- | -------- | ------- | --------- |
| Phan Đỗ Trọng       | THPT Chuyên Lê Quý Đôn, Ninh Thuận | 70        | 10   | 50       | 110     | 240       |
| Trần Mai Khánh Linh | THPT Lạng Giang số 1, Bắc Giang    | 40        | 20   | 20       | -20     | 60        |
| Lê Văn Sơn          | THPT Chuyên Chu Văn An, Lạng Sơn   | 70        | 10   | 120      | 50      | 250       |
| Đào Mạnh Sơn        | THPT Kiến An, Hải Phòng            | 30        | 80   | 30       | 70      | 210       |

#### Tuần 1 - Tháng 2 - Quý 2
Phát sóng: 13 giờ ngày 1 tháng 12 năm 2013
| Họ và tên thí sinh | Trường                                             | Khởi động | VCNV | Tăng tốc | Về đích | Tổng điểm |
| ------------------ | -------------------------------------------------- | --------- | ---- | -------- | ------- | --------- |
| Nguyễn Văn Tứ      | THPT Bến Tre, Vĩnh Phúc                            | 60        | 0    | 70       | -10     | 120       |
| Phạm Tâm Bình      | THPT Sơn Mỹ, Quảng Ngãi                            | 100       | 0    | 80       | 110     | 290       |
| Lại Thái Sơn       | THPT Chuyên Khoa học Tự nhiên, ĐHQG Hà Nội, Hà Nội | 60        | 80   | 20       | 55      | 215       |
| Nguyễn Minh Trung  | THPT Lê Hồng Phong, Đồng Nai                       | 50        | 0    | 70       | 10      | 130       |

#### Tuần 2 - Tháng 2 - Quý 2
Phát sóng: 13 giờ ngày 8 tháng 12 năm 2013
| Họ và tên thí sinh | Trường                                       | Khởi động | VCNV | Tăng tốc | Về đích | Tổng điểm |
| ------------------ | -------------------------------------------- | --------- | ---- | -------- | ------- | --------- |
| Nguyễn Quang Hưng  | THPT số 1 Tuy Phước, Bình Định               | 40        | 0    | 40       | -25     | 55        |
| Lê Thị Hoàng Linh  | THPT Lê Hồng Phong, Thái Nguyên              | 50        | 90   | 40       | -15     | 165       |
| Phạm Phương Linh   | THPT Chuyên Hạ Long, Quảng Ninh              | 50        | 0    | 60       | 80      | 190       |
| Nguyễn Trọng Nghĩa | THPT Nguyễn Trường Tộ - Hưng Nguyên, Nghệ An | 0         | 10   | 50       | -65     | -5        |

#### Tuần 3 - Tháng 2 - Quý 2
Phát sóng: 13 giờ ngày 15 tháng 12 năm 2013
| Họ và tên thí sinh   | Trường                        | Khởi động | VCNV | Tăng tốc | Về đích | Tổng điểm |
| -------------------- | ----------------------------- | --------- | ---- | -------- | ------- | --------- |
| Trần Tuấn Huy        | THPT Hoài Đức A, Hà Nội       | 70        | 10   | 70       | 10      | 160       |
| Phạm Thị Thuỳ Phương | THPT Phan Đăng Lưu, TP. Huế   | 40        | 10   | 70       | 0       | 120       |
| Đỗ Quang Thịnh       | THPT Chuyên Bảo Lộc, Lâm Đồng | 30        | 20   | 60       | 40      | 150       |
| Hoàng Minh Phúc      | THPT Phan Bội Châu, Đắk Lắk   | 50        | 20   | 70       | 0       | 140       |

#### Tháng 2 - Quý 2
Phát sóng: 13 giờ ngày 22 tháng 12 năm 2013
| Họ và tên thí sinh | Trường                                             | Khởi động | VCNV | Tăng tốc | Về đích | Tổng điểm |
| ------------------ | -------------------------------------------------- | --------- | ---- | -------- | ------- | --------- |
| Lại Thái Sơn       | THPT Chuyên Khoa học Tự nhiên, ĐHQG Hà Nội, Hà Nội | 40        | 10   | 100      | -30     | 120       |
| Trần Tuấn Huy      | THPT Hoài Đức A, Hà Nội                            | 10        | 70   | 120      | 0       | 200       |
| Phạm Phương Linh   | THPT Chuyên Hạ Long, Quảng Ninh                    | 40        | 0    | 50       | 70      | 160       |
| Phạm Tâm Bình      | THPT Sơn Mỹ, Quảng Ngãi                            | 40        | 0    | 90       | 95      | 225       |

#### Tuần 1 - Tháng 3 - Quý 2
Phát sóng: 13 giờ ngày 29 tháng 12 năm 2013
| Họ và tên thí sinh | Trường                                | Khởi động | VCNV | Tăng tốc | Về đích | Tổng điểm |
| ------------------ | ------------------------------------- | --------- | ---- | -------- | ------- | --------- |
| Trần Đình Huân     | THPT Hương Khê, Hà Tĩnh               | 70        | 10   | 70       | 20      | 170       |
| Đàm Minh Tiến      | THPT Cẩm Phả, Quảng Ninh              | 60        | 30   | 120      | -5      | 205       |
| Võ Ngọc Thịnh      | THPT Chuyên Trần Hưng Đạo, Bình Thuận | 60        | 60   | 120      | 50      | 290       |
| Lăng Đình Lộc      | THPT Việt Bắc, Lạng Sơn               | 40        | 20   | 90       | -55     | 95        |

#### Tuần 2 - Tháng 3 - Quý 2
Phát sóng: 13 giờ ngày 5 tháng 1 năm 2014
Bộ hiển thị câu hỏi cũng như đồ họa các phần thi đều đã thay đổi hoàn toàn.
| Họ và tên thí sinh   | Trường                            | Khởi động | VCNV | Tăng tốc | Về đích | Tổng điểm |
| -------------------- | --------------------------------- | --------- | ---- | -------- | ------- | --------- |
| Phạm Huỳnh Uyên Khôi | THPT Thị xã Bình Long, Bình Phước | 30        | 60   | 110      | 60      | 260       |
| Nguyễn Thế Mạnh      | THPT An Dương, Hải Phòng          | 50        | 20   | 80       | -10     | 140       |
| Trần Tuấn Việt Đức   | THPT Chuyên Quốc học, TP. Huế     | 90        | 20   | 90       | 50      | 250       |
| Nguyễn Thị Hoa       | THPT Thanh Liêm B, Hà Nam         | 10        | 10   | 60       | -10     | 70        |

#### Tuần 3 - Tháng 3 - Quý 2
Phát sóng: 13 giờ ngày 12 tháng 1 năm 2014
| Họ và tên thí sinh | Trường                               | Khởi động | VCNV | Tăng tốc | Về đích | Tổng điểm |
| ------------------ | ------------------------------------ | --------- | ---- | -------- | ------- | --------- |
| Trần Huy Vinh      | THPT Vũng Tàu, Bà Rịa - Vũng Tàu     | 80        | 10   | 40       | 10      | 140       |
| Phạm Đoàn Anh Hào  | THPT Nguyễn Hữu Cầu, TP. Hồ Chí Minh | 90        | 0    | 40       | -35     | 95        |
| Vũ Tiến Đạt        | THPT Chuyên Lê Quý Đôn, Điện Biên    | 60        | 60   | 90       | 45      | 255       |
| Nguyễn Phương Duy  | THPT Hoàng Văn Thụ, Hà Nội           | 70        | 0    | 110      | -20     | 160       |

#### Tháng 3 - Quý 2
Phát sóng: 13 giờ ngày 19 tháng 1 năm 2014
| Họ và tên thí sinh   | Trường                                | Khởi động | VCNV | Tăng tốc | Về đích | Tổng điểm |
| -------------------- | ------------------------------------- | --------- | ---- | -------- | ------- | --------- |
| Vũ Tiến Đạt          | THPT Chuyên Lê Quý Đôn, Điện Biên     | 50        | 20   | 100      | 70      | 240       |
| Phạm Huỳnh Uyên Khôi | THPT Thị xã Bình Long, Bình Phước     | 40        | 20   | 0        | -10     | 50        |
| Võ Ngọc Thịnh        | THPT Chuyên Trần Hưng Đạo, Bình Thuận | 70        | 80   | 100      | 90      | 340       |
| Trần Tuấn Việt Đức   | THPT Chuyên Quốc học, TP. Huế         | 80        | 10   | 90       | 30      | 210       |

#### Quý 2
Phát sóng: 13 giờ ngày 26 tháng 1 năm 2014
| Họ và tên thí sinh | Trường                                | Khởi động | VCNV | Tăng tốc | Về đích | Tổng điểm |
| ------------------ | ------------------------------------- | --------- | ---- | -------- | ------- | --------- |
| Vũ Tiến Đạt        | THPT Chuyên Lê Quý Đôn, Điện Biên     | 60        | 20   | 60       | 90      | 230       |
| Võ Ngọc Thịnh      | THPT Chuyên Trần Hưng Đạo, Bình Thuận | 40        | 10   | 70       | 70      | 190       |
| Lê Văn Sơn         | THPT Chuyên Chu Văn An, Lạng Sơn      | 40        | 40   | 100      | -20     | 160       |
| Phạm Tâm Bình      | THPT Sơn Mỹ, Quảng Ngãi               | 50        | 10   | 110      | -40     | 130       |

### Quý 3

#### Tuần 1 - Tháng 1 - Quý 3
Phát sóng: 13 giờ ngày 2 tháng 2 năm 2014
| Họ và tên thí sinh | Trường                         | Khởi động | VCNV | Tăng tốc | Về đích | Tổng điểm |
| ------------------ | ------------------------------ | --------- | ---- | -------- | ------- | --------- |
| Đỗ Thị Hồng Hạnh   | THPT Phan Đình Phùng, Phú Yên  | 30        | 20   | 80       | 30      | 160       |
| Phạm Thị Ngọc Lý   | THPT Nguyễn Huệ, Tây Ninh      | 20        | 10   | 70       | -5      | 95        |
| Nguyễn Gia Nguyên  | THPT Ngô Quyền, Quảng Ninh     | 70        | 10   | 30       | -60     | 50        |
| Nguyễn Văn Thinh   | THPT Chuyên Nguyễn Huệ, Hà Nội | 30        | 80   | 90       | 50      | 250       |

#### Tuần 2 - Tháng 1 - Quý 3
Phát sóng: 13 giờ ngày 9 tháng 2 năm 2014
| Họ và tên thí sinh | Trường                           | Khởi động | VCNV | Tăng tốc | Về đích | Tổng điểm |
| ------------------ | -------------------------------- | --------- | ---- | -------- | ------- | --------- |
| Nguyễn Hoài Nam    | THPT Hùng Vương, Quảng Nam       | 20        | 60   | 40       | 20      | 140       |
| Vũ Thị Lý          | THPT Nguyễn Trung Ngạn, Hưng Yên | 30        | 10   | 130      | 10      | 180       |
| Đặng Hoàng Lâm     | THPT Long Thượng, Long An        | 20        | 0    | 80       | -40     | 60        |
| Nguyễn Thị Lâm Hà  | THPT Chương Mỹ A, Hà Nội         | 60        | 10   | 90       | 30      | 190       |

#### Tuần 3 - Tháng 1 - Quý 3
Phát sóng: 13 giờ ngày 16 tháng 2 năm 2014
| Họ và tên thí sinh    | Trường                          | Khởi động | VCNV | Tăng tốc | Về đích | Tổng điểm |
| --------------------- | ------------------------------- | --------- | ---- | -------- | ------- | --------- |
| Mai Ngọc Kiên         | THPT Ba Đình, Thanh Hoá         | 90        | 10   | 100      | 20      | 220       |
| Phạm Vũ Hưng          | THPT Thanh Oai A, Hà Nội        | 80        | 10   | 70       | 90      | 250       |
| Tạ Thị Thuý Hường     | THPT Chuyên Hùng Vương, Phú Thọ | 70        | 10   | 40       | -20     | 100       |
| Nguyễn Thị Thuỳ Trang | THPT Bảo Lộc, Lâm Đồng          | 60        | 70   | 120      | -30     | 220       |

#### Tháng 1 - Quý 3
Phát sóng: 13 giờ ngày 23 tháng 2 năm 2014
| Họ và tên thí sinh    | Trường                         | Khởi động | VCNV | Tăng tốc | Về đích | Tổng điểm |
| --------------------- | ------------------------------ | --------- | ---- | -------- | ------- | --------- |
| Nguyễn Thị Thuỳ Trang | THPT Bảo Lộc, Lâm Đồng         | 20        | 20   | 80       | 10      | 130       |
| Phạm Vũ Hưng          | THPT Thanh Oai A, Hà Nội       | 40        | 10   | 60       | 5       | 115       |
| Nguyễn Văn Thinh      | THPT Chuyên Nguyễn Huệ, Hà Nội | 30        | 20   | 30       | 50      | 130       |
| Nguyễn Thị Lâm Hà     | THPT Chương Mỹ A, Hà Nội       | 30        | 80   | 0        | 20      | 130       |

- Cuộc thi này đã xảy ra một sự kiện hy hữu khi có tới 3 thí sinh đồng dẫn đầu sau 4 phần thi, điều đã từng xảy ra ở cuộc thi Tuần 1 - Tháng 1 - Quý 1 năm thứ 9.

#### Tuần 1 - Tháng 2 - Quý 3
Phát sóng: 13 giờ ngày 2 tháng 3 năm 2014
| Họ và tên thí sinh | Trường                                      | Khởi động | VCNV | Tăng tốc | Về đích | Tổng điểm |
| ------------------ | ------------------------------------------- | --------- | ---- | -------- | ------- | --------- |
| Hoàng Quốc Tuấn    | THPT Tứ Kỳ, Hải Dương                       | 80        | 80   | 70       | 40      | 270       |
| Vũ Đình Anh Khoa   | THPT Chuyên Trần Đại Nghĩa, TP. Hồ Chí Minh | 70        | 20   | 70       | 40      | 200       |
| Nguyễn Phương Uyên | THPT Krông Nô, Đắk Nông                     | 30        | 0    | 110      | -15     | 125       |
| Đỗ Thị Hạnh        | THPT Đồng Đăng, Lạng Sơn                    | 30        | 10   | 30       | -15     | 55        |

#### Tuần 2 - Tháng 2 - Quý 3
Phát sóng: 13 giờ ngày 9 tháng 3 năm 2014
| Họ và tên thí sinh    | Trường                                             | Khởi động | VCNV | Tăng tốc | Về đích | Tổng điểm |
| --------------------- | -------------------------------------------------- | --------- | ---- | -------- | ------- | --------- |
| Nguyễn Thị Lan Phương | THPT Nguyễn Huệ, Quảng Nam                         | 30        | 10   | 60       | -20     | 80        |
| Đặng Thành Long       | THPT Long Xuyên, An Giang                          | 30        | 10   | 110      | 20      | 170       |
| Vũ Quốc Minh          | THPT Hoàng Quốc Việt, Quảng Ninh                   | 80        | 0    | 110      | 100     | 290       |
| Nguyễn Ngọc Minh      | THPT Chuyên Khoa học Tự nhiên, ĐHQG Hà Nội, Hà Nội | 40        | 80   | 110      | 0       | 230       |

#### Tuần 3 - Tháng 2 - Quý 3
Phát sóng: 13 giờ ngày 16 tháng 3 năm 2014
| Họ và tên thí sinh     | Trường                                     | Khởi động | VCNV | Tăng tốc | Về đích | Tổng điểm |
| ---------------------- | ------------------------------------------ | --------- | ---- | -------- | ------- | --------- |
| Đỗ Phú An              | THPT Nguyễn Văn Cừ, TP. Hồ Chí Minh        | 50        | 10   | 60       | -10     | 110       |
| Trần Nguyệt Phương Hoa | THPT Chuyên Đại học Sư phạm Hà Nội, Hà Nội | 40        | 0    | 40       | 35      | 115       |
| Trần Thị Thuý Huyền    | THPT Quang Trung, Bình Định                | 60        | 10   | 80       | 70      | 220       |
| Phạm Nho Hà            | THPT Quang Trung, Hải Phòng                | 90        | 20   | 90       | 20      | 220       |

#### Tháng 2 - Quý 3
Phát sóng: 13 giờ ngày 23 tháng 3 năm 2014
(Trận thi đặc biệt kỷ niệm 15 năm ra mắt chương trình Đường lên đỉnh Olympia)
| Họ và tên thí sinh  | Trường                                             | Khởi động | VCNV | Tăng tốc | Về đích | Tổng điểm |
| ------------------- | -------------------------------------------------- | --------- | ---- | -------- | ------- | --------- |
| Nguyễn Ngọc Minh    | THPT Chuyên Khoa học Tự nhiên, ĐHQG Hà Nội, Hà Nội | 40        | 10   | 150      | 30      | 230       |
| Hoàng Quốc Tuấn     | THPT Tứ Kỳ, Hải Dương                              | 80        | 60   | 40       | 65      | 245       |
| Trần Thị Thuý Huyền | THPT Quang Trung, Bình Định                        | 80        | 20   | 50       | 40      | 190       |
| Vũ Quốc Minh        | THPT Hoàng Quốc Việt, Quảng Ninh                   | 40        | 20   | 60       | -40     | 80        |

#### Tuần 1 - Tháng 3 - Quý 3
Phát sóng: 13 giờ ngày 30 tháng 3 năm 2014
| Họ và tên thí sinh | Trường                                               | Khởi động | VCNV | Tăng tốc | Về đích | Tổng điểm |
| ------------------ | ---------------------------------------------------- | --------- | ---- | -------- | ------- | --------- |
| Nguyễn Thanh Tiến  | THPT Thanh Hoà, Bình Phước                           | 90        | 40   | 50       | -35     | 145       |
| Bùi Trung Kiên     | THPT Việt Nam Ba Lan, Hà Nội                         | 50        | 20   | 80       | 10      | 160       |
| Trần Hoàng Thanh   | THPT Bắc Duyên Hà, Thái Bình                         | 60        | 30   | 20       | 0       | 110       |
| Nguyễn Hoàng Bách  | PT Năng khiếu, ĐHQG TP. Hồ Chí Minh, TP. Hồ Chí Minh | 70        | 40   | 80       | 50      | 240       |

#### Tuần 2 - Tháng 3 - Quý 3
Phát sóng: 13 giờ ngày 6 tháng 4 năm 2014
| Họ và tên thí sinh        | Trường                                 | Khởi động | VCNV | Tăng tốc | Về đích | Tổng điểm |
| ------------------------- | -------------------------------------- | --------- | ---- | -------- | ------- | --------- |
| Nguyễn Hoàng Nguyên Khang | THPT Võ Minh Đức, Bình Dương           | 40        | 0    | 40       | 30      | 110       |
| Nguyễn Thị Thuý Quỳnh     | THPT Thanh Chương 1, Nghệ An           | 40        | 0    | 0        | 45      | 85        |
| Hoàng Lê Quân             | THPT Chuyên Hà Nội - Amsterdam, Hà Nội | 30        | 80   | 40       | 25      | 175       |
| Nguyễn Thị Hạnh           | THPT Sáng Sơn, Vĩnh Phúc               | 60        | 0    | 0        | -10     | 50        |

#### Tuần 3 - Tháng 3 - Quý 3
Phát sóng: 13 giờ ngày 13 tháng 4 năm 2014
| Họ và tên thí sinh | Trường                                          | Khởi động | VCNV | Tăng tốc | Về đích | Tổng điểm |
| ------------------ | ----------------------------------------------- | --------- | ---- | -------- | ------- | --------- |
| Vũ Thị Hường       | THPT Nguyễn Huệ, Gia Lai                        | 40        | 10   | 30       | -30     | 50        |
| Trần Quang Nhật    | Tiểu học, THCS & THPT Quốc Văn Cần Thơ, Cần Thơ | 20        | 90   | 60       | 20      | 190       |
| Dương Tú Anh       | THPT Cao Bá Quát - Gia Lâm, Hà Nội              | 50        | 10   | 120      | 20      | 200       |
| Nguyễn Văn Long    | THPT Triệu Sơn 2, Thanh Hoá                     | 80        | 10   | 30       | -5      | 115       |

#### Tháng 3 - Quý 3
Phát sóng: 13 giờ ngày 20 tháng 4 năm 2014
| Họ và tên thí sinh | Trường                                               | Khởi động | VCNV | Tăng tốc | Về đích | Tổng điểm |
| ------------------ | ---------------------------------------------------- | --------- | ---- | -------- | ------- | --------- |
| Hoàng Lê Quân      | THPT Chuyên Hà Nội - Amsterdam, Hà Nội               | 30        | 70   | 50       | 30      | 180       |
| Dương Tú Anh       | THPT Cao Bá Quát - Gia Lâm, Hà Nội                   | 60        | 20   | 50       | -10     | 120       |
| Nguyễn Hoàng Bách  | PT Năng khiếu, ĐHQG TP. Hồ Chí Minh, TP. Hồ Chí Minh | 90        | 10   | 50       | 60      | 210       |
| Trần Quang Nhật    | Tiểu học, THCS & THPT Quốc Văn Cần Thơ, Cần Thơ      | 50        | 0    | 90       | 10      | 150       |

#### Quý 3
Phát sóng: 13 giờ ngày 27 tháng 4 năm 2014
| Họ và tên thí sinh | Trường                                               | Khởi động | VCNV | Tăng tốc | Về đích | Tổng điểm |
| ------------------ | ---------------------------------------------------- | --------- | ---- | -------- | ------- | --------- |
| Nguyễn Ngọc Minh   | THPT Chuyên Khoa học Tự nhiên, ĐHQG Hà Nội, Hà Nội   | 20        | 60   | 30       | 20      | 130       |
| Nguyễn Văn Thinh   | THPT Chuyên Nguyễn Huệ, Hà Nội                       | 50        | 0    | 0        | -10     | 40        |
| Nguyễn Hoàng Bách  | PT Năng khiếu, ĐHQG TP. Hồ Chí Minh, TP. Hồ Chí Minh | 40        | 0    | 160      | 25      | 225       |
| Hoàng Quốc Tuấn    | THPT Tứ Kỳ, Hải Dương                                | 50        | 0    | 0        | 5       | 55        |

### Quý 4

#### Tuần 1 - Tháng 1 - Quý 4
Phát sóng: 13 giờ ngày 4 tháng 5 năm 2014
| Họ và tên thí sinh      | Trường                          | Khởi động | VCNV | Tăng tốc | Về đích | Tổng điểm |
| ----------------------- | ------------------------------- | --------- | ---- | -------- | ------- | --------- |
| Vũ Duy Đạt              | THPT Phạm Hồng Thái, Hà Nội     | 10        | 10   | 80       | 25      | 125       |
| Nguyễn Trần Thảo Nguyên | THPT Chuyên Lê Quý Đôn, Đà Nẵng | 60        | 0    | 50       | 20      | 130       |
| Dương Văn Tiến          | THPT Minh Hà, Quảng Ninh        | 70        | 80   | 50       | 40      | 240       |
| Trương Thị Mến          | THPT Phan Bội Châu, Khánh Hoà   | 40        | 0    | 30       | -20     | 50        |

#### Tuần 2 - Tháng 1 - Quý 4
Phát sóng: 13 giờ ngày 11 tháng 5 năm 2014
| Họ và tên thí sinh | Trường                             | Khởi động | VCNV | Tăng tốc | Về đích | Tổng điểm |
| ------------------ | ---------------------------------- | --------- | ---- | -------- | ------- | --------- |
| Bùi Hữu Đăng       | THPT Tiên Lãng, Hải Phòng          | 50        | 80   | 50       | 10      | 190       |
| Nguyễn Trọng Nhân  | THPT Chuyên Tiền Giang, Tiền Giang | 80        | 0    | 110      | 30      | 220       |
| Bùi Ngọc Phi Ân    | THPT Núi Thành, Quảng Nam          | 40        | 0    | 20       | -20     | 40        |
| Nguyễn Phi Học     | THPT Hoài Đức A, Hà Nội            | 50        | 0    | 120      | 55      | 225       |

#### Tuần 3 - Tháng 1 - Quý 4
Phát sóng: 13 giờ ngày 18 tháng 5 năm 2014
| Họ và tên thí sinh | Trường                       | Khởi động | VCNV | Tăng tốc | Về đích | Tổng điểm |
| ------------------ | ---------------------------- | --------- | ---- | -------- | ------- | --------- |
| Nguyễn Quỳnh Như   | THPT Long Khánh, Đồng Nai    | 40        | 20   | 90       | 0       | 150       |
| Nguyễn Phước Thảo  | THPT An Lương Đông, TP. Huế  | 20        | 0    | 0        | 15      | 35        |
| Vương Mỹ Lượng     | THPT Quốc Oai, Hà Nội        | 70        | 0    | 80       | 20      | 170       |
| Hà Quỳnh Anh       | THPT Chuyên Lào Cai, Lào Cai | 40        | 50   | 120      | 20      | 230       |

#### Tháng 1 - Quý 4
Phát sóng: 13 giờ ngày 25 tháng 5 năm 2014
| Họ và tên thí sinh | Trường                             | Khởi động | VCNV | Tăng tốc | Về đích | Tổng điểm |
| ------------------ | ---------------------------------- | --------- | ---- | -------- | ------- | --------- |
| Dương Văn Tiến     | THPT Minh Hà, Quảng Ninh           | 50        | 10   | 40       | 80      | 180       |
| Hà Quỳnh Anh       | THPT Chuyên Lào Cai, Lào Cai       | 20        | 10   | 70       | -40     | 60        |
| Nguyễn Trọng Nhân  | THPT Chuyên Tiền Giang, Tiền Giang | 90        | 90   | 70       | 80      | 330       |
| Nguyễn Phi Học     | THPT Hoài Đức A, Hà Nội            | 70        | 10   | 60       | 60      | 200       |

#### Tuần 1 - Tháng 2 - Quý 4
Phát sóng: 13 giờ ngày 1 tháng 6 năm 2014
| Họ và tên thí sinh | Trường                             | Khởi động | VCNV | Tăng tốc | Về đích | Tổng điểm |
| ------------------ | ---------------------------------- | --------- | ---- | -------- | ------- | --------- |
| Đoàn Phúc Nguyên   | THPT Châu Thành, Bà Rịa - Vũng Tàu | 40        | 10   | 10       | 45      | 105       |
| Phạm Linh Chi      | THPT Lương Thế Vinh, Quảng Nam     | 70        | 20   | 40       | 30      | 160       |
| Bùi Duy Khánh      | THPT Chu Văn An, Hà Nội            | 60        | 0    | 60       | 30      | 150       |
| Đào Duy Khánh      | THPT Bạch Đằng, Hải Phòng          | 40        | 20   | 100      | 70      | 230       |

#### Tuần 2 - Tháng 2 - Quý 4
Phát sóng: 13 giờ ngày 8 tháng 6 năm 2014
| Họ và tên thí sinh | Trường                              | Khởi động | VCNV | Tăng tốc | Về đích | Tổng điểm |
| ------------------ | ----------------------------------- | --------- | ---- | -------- | ------- | --------- |
| Nguyễn Hữu Cảnh    | THPT Phạm Thành Trung, Tiền Giang   | 50        | 0    | 70       | 10      | 130       |
| Nguyễn Hoàng       | THPT Chuyên Cao Bằng, Cao Bằng      | 80        | 20   | 90       | 20      | 210       |
| Tô Minh Nhật       | THPT số 1 Đức Phổ, Quảng Ngãi       | 90        | 60   | 130      | -15     | 265       |
| Hoàng Bảo Hưng     | THCS & THPT Hai Bà Trưng, Vĩnh Phúc | 60        | 20   | 50       | 80      | 210       |

#### Tuần 3 - Tháng 2 - Quý 4
Phát sóng: 13 giờ ngày 15 tháng 6 năm 2014
| Họ và tên thí sinh | Trường                           | Khởi động | VCNV | Tăng tốc | Về đích | Tổng điểm |
| ------------------ | -------------------------------- | --------- | ---- | -------- | ------- | --------- |
| Nguyễn Thanh Đức   | THPT Chuyên Nguyễn Huệ, Hà Nội   | 80        | 70   | 40       | 25      | 215       |
| Nguyễn Minh Hoàng  | THPT Lê Hồng Phong, Đồng Nai     | 30        | 10   | 40       | -20     | 60        |
| Đào Duy Chiến      | THPT Chuyên Thái Bình, Thái Bình | 50        | 10   | 80       | 15      | 155       |
| Võ Đức Trọng       | THPT An Phước, Ninh Thuận        | 80        | 10   | 30       | 40      | 160       |

#### Tháng 2 - Quý 4
Phát sóng: 13 giờ ngày 22 tháng 6 năm 2014
| Họ và tên thí sinh | Trường                         | Khởi động | VCNV | Tăng tốc | Về đích | Tổng điểm |
| ------------------ | ------------------------------ | --------- | ---- | -------- | ------- | --------- |
| Đào Duy Khánh      | THPT Bạch Đằng, Hải Phòng      | 60        | 10   | 70       | 20      | 160       |
| Nguyễn Hoàng       | THPT Chuyên Cao Bằng, Cao Bằng | 50        | 10   | 70       | -10     | 120       |
| Tô Minh Nhật       | THPT số 1 Đức Phổ, Quảng Ngãi  | 10        | 10   | 40       | -15     | 45        |
| Nguyễn Thanh Đức   | THPT Chuyên Nguyễn Huệ, Hà Nội | 40        | 70   | 20       | 60      | 190       |

#### Tuần 1 - Tháng 3 - Quý 4
Phát sóng: 13 giờ ngày 29 tháng 6 năm 2014
| Họ và tên thí sinh     | Trường                        | Khởi động | VCNV | Tăng tốc | Về đích | Tổng điểm |
| ---------------------- | ----------------------------- | --------- | ---- | -------- | ------- | --------- |
| Trần Anh Đức           | THPT Hàm Yên, Tuyên Quang     | 50        | 0    | 70       | 10      | 130       |
| Trần Tú Nguyên         | THPT Chuyên Quốc học, TP. Huế | 40        | 0    | 100      | 45      | 185       |
| Trần Quang Huy         | THPT Đan Phượng, Hà Nội       | 80        | 20   | 80       | 25      | 205       |
| Nguyễn Quang Thanh Tâm | THPT Củ Chi, TP. Hồ Chí Minh  | 30        | 60   | 0        | 20      | 110       |

#### Tuần 2 - Tháng 3 - Quý 4
Phát sóng: 13 giờ ngày 6 tháng 7 năm 2014
| Họ và tên thí sinh    | Trường                               | Khởi động | VCNV | Tăng tốc | Về đích | Tổng điểm |
| --------------------- | ------------------------------------ | --------- | ---- | -------- | ------- | --------- |
| Hoàng Song Bách       | THPT Chuyên Hạ Long, Quảng Ninh      | 40        | 20   | 100      | 60      | 220       |
| Nguyễn Việt Bắc       | THPT Cộng Hiền, Hải Phòng            | 20        | 10   | 80       | 0       | 110       |
| Nguyễn Lê Duy Khang   | THPT Chuyên Lương Văn Chánh, Phú Yên | 50        | 40   | 150      | 15      | 255       |
| Nguyễn Thị Kiều Trang | THPT Thanh Oai A, Hà Nội             | 40        | 20   | 50       | -45     | 65        |

#### Tuần 3 - Tháng 3 - Quý 4
Phát sóng: 13 giờ ngày 13 tháng 7 năm 2014
| Họ và tên thí sinh | Trường                                 | Khởi động | VCNV | Tăng tốc | Về đích | Tổng điểm |
| ------------------ | -------------------------------------- | --------- | ---- | -------- | ------- | --------- |
| Lê Gia Quý Lộc     | THPT Hai Bà Trưng, TP. Huế             | 90        | 10   | 40       | 40      | 180       |
| Trần Quốc Tuấn     | THPT Thành phố Cao Bằng, Cao Bằng      | 50        | 30   | 0        | 50      | 130       |
| Phạm Hùng Cường    | THPT Chuyên Hà Nội - Amsterdam, Hà Nội | 50        | 10   | 140      | -20     | 180       |
| Nguyễn Thanh Tùng  | THPT Phạm Văn Đồng, Quảng Ngãi         | 50        | 40   | 100      | 20      | 210       |

#### Tháng 3 - Quý 4
Phát sóng: 13 giờ ngày 20 tháng 7 năm 2014
| Họ và tên thí sinh  | Trường                               | Khởi động | VCNV | Tăng tốc | Về đích | Tổng điểm |
| ------------------- | ------------------------------------ | --------- | ---- | -------- | ------- | --------- |
| Nguyễn Thanh Tùng   | THPT Phạm Văn Đồng, Quảng Ngãi       | 20        | 10   | 10       | 0       | 40        |
| Hoàng Song Bách     | THPT Chuyên Hạ Long, Quảng Ninh      | 70        | 10   | 100      | 5       | 185       |
| Trần Quang Huy      | THPT Đan Phượng, Hà Nội              | 60        | 40   | 60       | -15     | 145       |
| Nguyễn Lê Duy Khang | THPT Chuyên Lương Văn Chánh, Phú Yên | 80        | 20   | 60       | 0       | 160       |

#### Quý 4
Phát sóng: 13 giờ ngày 27 tháng 7 năm 2014
| Họ và tên thí sinh | Trường                             | Khởi động | VCNV | Tăng tốc | Về đích | Tổng điểm |
| ------------------ | ---------------------------------- | --------- | ---- | -------- | ------- | --------- |
| Nguyễn Trọng Nhân  | THPT Chuyên Tiền Giang, Tiền Giang | 60        | 10   | 70       | 120     | 260       |
| Nguyễn Thanh Đức   | THPT Chuyên Nguyễn Huệ, Hà Nội     | 80        | 60   | 40       | -20     | 160       |
| Nguyễn Phi Học     | THPT Hoài Đức A, Hà Nội            | 40        | 10   | 0        | 0       | 50        |
| Hoàng Song Bách    | THPT Chuyên Hạ Long, Quảng Ninh    | 50        | 10   | 40       | -30     | 70        |

### Trận 53: Chung kết năm
Phát sóng trực tiếp: 9 giờ 30 ngày 3 tháng 8 năm 2014
| Họ và tên thí sinh | Trường                                               | Khởi động | VCNV | Tăng tốc | Về đích | Tổng điểm |
| ------------------ | ---------------------------------------------------- | --------- | ---- | -------- | ------- | --------- |
| Nguyễn Ngọc Anh    | THPT Cầu Xe, Hải Dương                               | 70        | 10   | 10       | 50      | 140       |
| Vũ Tiến Đạt        | THPT Chuyên Lê Quý Đôn, Điện Biên                    | 60        | 10   | 30       | -10     | 90        |
| Nguyễn Trọng Nhân  | THPT Chuyên Tiền Giang, Tiền Giang                   | 70        | 90   | 60       | 40      | 260       |
| Nguyễn Hoàng Bách  | PT Năng khiếu, ĐHQG TP. Hồ Chí Minh, TP. Hồ Chí Minh | 50        | 10   | 110      | 70      | 240       |

- Dẫn chương trình tại các điểm cầu: Hoàng Trung Nghĩa (điểm cầu Hải Dương), Trần Quang Minh (điểm cầu Điện Biên), Trần Hồng Ngọc (điểm cầu Tiền Giang), Phan Quỳnh Trang (điểm cầu TP. Hồ Chí Minh).

## Tranh cãi

### Về đáp án trong trận chung kết
Trong trận chung kết năm thứ 14, đứng trước câu hỏi "vì sao dung dịch muối có tính sát trùng", thí sinh Nguyễn Hoàng Bách đã trả lời: vì dung dịch nước muối tạo môi trường ưu trương nên khi vi khuẩn ở trong dung dịch nước muối sẽ bị mất nước mà chết. Do không giống với câu trả lời của chương trình, MC Tùng Chi đã mời ban cố vấn nhận xét. PGS.TS Vũ Quốc Trung, cố vấn chương trình, đã không chấp nhận câu trả lời này. Đáp án chính thức được chương trình đưa ra là: "Dung dịch nước muối có nồng độ muối lớn hơn nồng độ muối trong tế bào của vi khuẩn. Cho nên do hiện tượng thẩm thấu thì muối đi vào tế bào làm nồng độ muối trong tế bào tăng lên đẩy nước từ trong tế bào ngược trở lại trong vi khuẩn làm cho quá trình nước trở lại tế bào từ vi khuẩn được đầy ra ngoài. Vi khuẩn vì vậy mất nước và bị tiêu diệt." Nếu được chấp nhận, Nguyễn Hoàng Bách sẽ bằng điểm với Nguyễn Trọng Nhân và hai thí sinh sẽ tiếp tục cuộc thi để quyết định ngôi vô địch. Tuy nhiên do mất điểm câu hỏi này, Nguyễn Hoàng Bách kém Nguyễn Trọng Nhân 20 điểm, đoạt giải nhì cuộc thi. Dư luận có nhiều ý kiến không đồng tình với quyết định trên của ban cố vấn. Tiến sĩ Phạm Văn Lập, chủ biên sách giáo khoa môn Sinh học lớp 10 và 12, cho rằng câu trả lời của Bách hoàn toàn chấp nhận được. Ban cố vấn chương trình sau đó đã đưa ra lời giải thích chính thức vì sao Bách mất điểm, và bảo lưu kết quả cuộc thi.